# Chirocephalus josephinae
Chirocephalus josephinae är en kräftdjursart som först beskrevs av Grube 1853.  Chirocephalus josephinae ingår i släktet Chirocephalus och familjen Chirocephalidae. Inga underarter finns listade i Catalogue of Life.